# 돌산초등학교 금봉분교
돌산초등학교 금봉분교는 전라남도 여수시 돌산읍 돌산로 1478 (금봉리)에 있었던 초등학교 분교이다.

## 연혁
- 1961년 5월 21일 돌산국민학교 금천분교장 개교
- 1964년 3월 2일 금봉국민학교로 승격
- 1996년 3월 1일 금봉초등학교로 개칭
- 1999년 9월 1일 돌산초등학교 금봉분교장으로 격하
- 2005년 3월 1일 폐교